# Rueda de Casino
Rueda de Casino is een groepsdans waarin minimaal drie paren in een cirkel salsa of son montuno dansen en op commando partners doorgeven. De dans is afkomstig uit Cuba.
Een rueda heeft geen vooraf bepaalde choreografie, alhoewel de deelnemers wel bepaalde routines of figuren moeten kennen. De leider van de groep geeft de deelnemers via termen of handgebaren opdracht om bepaalde figuren, met namen als enchufla, adios a la hermana, setenta en dame, uit te voeren. De dans wordt doorgaans ingezet met een zogeheten dile que no.
Van 2003 tot 2006 was in Cuba een compleet televisieprogramma gewijd aan de rueda. In het programma, dat iedere zondagavond werd uitgezonden, dansten twee ruedagroepen tegelijk tegen elkaar.
De Rueda de Casino is in Nederland sinds een aantal jaren een vast onderdeel van het Zomercarnaval in Rotterdam. Tijdens dit evenement wordt op het stationsplein voor station Rotterdam Centraal deze dans op grote schaal gedanst, waarbij iedereen gratis kan meedoen.